# Мерхамет Джамісі
Мерхамет Джамісі (крим. Merhamet Camisi) — мечеть в місті Сімферополь. Розташована у мікрорайоні Маршала Жукова.

## Історія
Будівництво мечеті розпочалося 1992 року завдяки допомозі громадянина Саудівської Аравії.
Реконструкція розпочалася 2021 року.
У 2022 році місцева мусульманська громада змушена була звернутися за допомогою до всіх єдиновірців. Понад рік місцеві жителі разом із фахівцями працювали над тим, щоб віруючі знову змогли молитися у священному місці. У культовому будинку замінили покрівлю, стелю, утеплили підлогу, провели опалення.
Перша молитва у мечеті після реконструкції відбулася на початку 2024 року.

## Опис
Мечеть під час молитви може вмістити 300 осіб. Планується збудувати мінарет.